# Titre participatif
Le titre participatif est une valeur mobilière émis par une coopérative qui permet de renforcer les capitaux propres sans modifier la composition de son capital.

## Histoire
Le titre participatif est créé par la loi no 83-1 du 3 janvier 1983 qui n'octroie ni droit de vote ni part dans le capital. Il est en ce sens proche du certificat d'investissement.
Le titre participatif offre la possibilité à des personnes ou des investisseurs qui ne sont pas associés, d'apporter des fonds à une société, sans limitation de montant, avec une rémunération qui peut être attractive. De plus, il peut donner lieu à une réduction d'ISF et de l'impôt sur le revenu.
Le titre participatif est particulièrement adapté au financement des projets de croissance interne ou externe. Il est largement utilisé par les entreprises coopératives (SCOP, SCIC, coopératives au sens large) et est assimilé aux fonds propres (il vient se loger comptablement en "Autres Fonds Propres - Produit des émissions de titres participatifs").

## Rémunération
Le titre participatif donne droit à une rémunération fixe ainsi qu'à une rémunération variable en fonction d'un facteur propre de l'entreprise (résultat d'exploitation, capacité d'autofinancement, etc.). L'assiette de la partie variable de la rémunération ne peut être supérieure à 40 % du montant nominal du titre.

## Caractéristiques générales
Le titre participatif n'est pas amortissable, il est cessible, et peut être remboursé à l'issue d'une durée de 7 ans au minimum. Les souscripteurs de titres participatifs sont convoqués et réunis en assemblée des porteurs de titres pour entendre le rapport des dirigeants sociaux sur la situation et l'activité de la société au cours de l'exercice écoulé. Cette assemblée a lieu préalablement à l'AGO.

## Cadre juridique
Ce type de titre, créé par la loi no 83-1 du 3 janvier 1983 sur le développement des investissements et la protection de l'épargne, était à l'origine dédié aux sociétés nationalisées, aux sociétés anonymes coopératives et aux mutuelles à partir de 1985. Le titre de participation a été étendu par la loi du 17 juillet 2001 aux sociétés coopératives constituées sous la forme de SARL. Les SAS ne peuvent pas émettre de titres participatifs.
L'article R228-49 du code de commerce plafonne l'assiette de la rémunération variable.

## Fiscalité
La loi de finance rectificative pour 2015 apporte plusieurs modifications au dispositif de la réduction d’impôt de solidarité sur la fortune accordée aux souscripteurs de capital de PME entre dans le champ de la réduction d’impôt sur le revenu de 18 % pour ses associés.
Pour rappel, la réduction d’ISF de 50 % est accordée au titre des souscriptions en numéraire, directe ou indirecte, au capital initial ou aux augmentations de capital de PME non cotées, aux souscriptions de titres participatifs de sociétés coopératives. Les apports de biens en nature sont désormais exclus du dispositif.